# تشارلي هاستينغز
تشارلي هاستينغز (بالإنجليزية: Charlie Hastings)‏ هو لاعب كرة قاعدة أمريكي، ولد في 11 نوفمبر 1870 في أيرنتون في الولايات المتحدة، وتوفي في 3 أغسطس 1934 في باركرسبورغ في الولايات المتحدة.

## وصلات خارجية
- تشارلي هاستينغز على موقعبيزبول رفرنس.كوم (الدوري الرئيسي) (الإنجليزية)